# Sultabborrtjärnen (Torps socken, Medelpad)
Sultabborrtjärnen är en sjö i Ånge kommun i Medelpad och ingår i Ljungans huvudavrinningsområde.